# Paleocanal
Paleocanal é o registro geológico de antigos percursos de rios existentes no passado geológico, como em desertos ou onde o nível do mar estava mais baixo do que o encontrado atualmente (neste último caso, encontra-se submerso cortando algumas plataformas continentais e geralmente está conectado a cânions submarinos no talude continental, com profundidade máxima de até 180 metros, é descontínuo e apresenta pequenas bacias ao longo do seu comprimento).

## Importância dos paleocanais
A identificação de paleocanais auxilia na reconstituição e entendimento da evolução dos sistemas fluviais. Ao longo do tempo, processos como alteração climática e intemperismo provocam a realocação e o redimensionamento de canais fluviais. Antigos canais são preenchidos por sedimentos e novos canais surgem como caminhos alternativos ao fluxo de água. Paleocanais fornecem informações sobre o paleoclima, possíveis ocorrências minerais associadas à dinâmica fluvial e quanto à favorabilidade hidrogeológica. Muitas vezes a sua presença não pode ser detectada em superfície, fazendo-se necessário o uso de métodos geofísicos para a sua localização e dimensionamento.

## Váriações no nível do mar
As variações do nível do mar são resultantes da flutuabilidade dos níveis globais dos oceanos, conhecido por eustasia, e das mudanças verticais na crosta terrestre, devidas ao tectonismo e/ou isostasia. Tantos as variações eustáticas como as isostáticas possuem diversas causas, mas a principal é a glacio-eustasia, provocada por alterações climáticas, que resulta na alternância entre derretimento (deglaciação) ou congelamento (glaciação) de calotas polares que causam uma variação nos volumes de águas contidas nas bacias oceânicas.
Ao longo de toda a história geológica da Terra ocorreram alternâncias cíclicas entre períodos quentes e frios, decorrentes de mudanças na quantidade de luz solar que atinge o planeta, controladas pelos Ciclos de Milankovitch. Dessa maneira, períodos glaciais causam o congelamento de grandes massas d'água e diminuição no volume dos oceanos, ocasionando uma regressão no nível do mar. Ao contrário dos períodos de interglaciações em que o aumento da temperatura provoca derretimento de geleiras causando a transgressão do nível do mar. A última Era do Gelo ocorreu há aproximadamente 2,5 milhões de anos, durante o Quaternário. No Pleistoceno ocorreu o último máximo glacial e consequentemente o máximo regressivo do nível do mar, com regresso de aproximadamente 150 m da linha de costa atual.